# Typhonium trifoliatum
Typhonium trifoliatum là một loài thực vật có hoa trong họ Ráy (Araceae). Loài này được F.T.Wang & H.S.Lo ex H.Li, Y.Shiao & S.L.Tseng miêu tả khoa học đầu tiên năm 1977.